# Cryptopsy
Cryptopsy (от греч. κρυπτοψία — дословно «смотреть на скрытое», вероятно аналогия с аутопсией и биопсией) — канадская метал-группа из Монреаля, играющая в жанре техничный дэт-метал. На счету у группы 7 студийных альбомов и три мини-альбома. За всё время своего существования группа продала более 300 000 пластинок.

## История

### Necrosis (1988—1992)
Группа Cryptopsy была образована в 1988-м году барабанщиком группы Майком Аткином, гитаристом Стивом Тибо и вокалистом Дэном Гринингом по прозвищу «Лорд Уорм» . Первоначально была известна как Necrosis. Джон Тодд присоединился к группе в качестве басиста. В 1989-м группа выпускает своё первое демо — Mastication and Heterodontism, в 1991-м второе демо — Realms Of Pathogenia и третье в 1992 году — Necrosis. В 1992-м году группа переименована в Cryptopsy. ,Барабанщик группы Майк Аткин, будучи профессиональным барабанщиком, игравшим в жанрах трэш/спид-метал, покинул группу. На его место пришёл Фло Мунье, и его быстрый, тяжёлый и ритмичный стиль игры создал звучание группы. Гитарист Джон Тодд ушёл из группы, чтобы сосредоточиться на своей семье. Его место занял Дэйв Гэйли.

### Blasphemy Made Flesh(1993—1995)
Cryptopsy наняла к себе басиста Кевина Уигла и в 1993-м году выпустила дебютный демо-альбом Ungentle Exhumation. Это демо позволило группе подписать контракт с лейблом Gore Records. За короткий период времени лейбл переиздал демо. Ungentle Exhumation заинтересовало андерграундный немецкий дэт-метал лейбл Invasion Records.
В 1994 году басист Кевин Уигл был заменён Мартином Фергюсоном. А гитарист Дэйв Гэлиа был заменён Джоном Левассёром. Обновлённый состав записал свой дебютный студийный альбом — Blasphemy Made Flesh, который содержал антихристианскую идеологию. Альбом был выпущен лейблом Invasion Records. Альбом получил популярность в канадском андерграунде.
Несмотря на популярность у группы возникли проблемы с лейблом. Invasion развалился в результате нехватки финансов, и в результате Cryptopsy без лейбла не смогли поддержать их тур и раскрутку альбома. Несмотря на неудачу, альбом пришёл во владение Displeased Records. После успешного тура в поддержку альбома гитарист Стив Тибо покинул группу, хотя и оставался менеджером группы в течение пяти месяцев. Басист Мартин Фергюссон был заменён Эриком Ланглуа. Ланглуа прибавил к группе элементы фанка в области бас-гитары.

### None So Vile(1996—1997)
В 1996-м году Cryptopsy в обновлённом составе записывают альбом None So Vile, который являлся смесью брутал-дэта и техно-дэта. Альбом вышел на шведском лейбле Wrong Again Records. Автором всех текстов являлся Джон Левассёр. После тура в поддержку None So Vile Лорд Уорм ушёл из группы, чтобы продолжить работу в пивной компании. В группе появились музыкальные разногласия, участники группы хотели поменять жанр, а Уорм не хотел, чтобы группа экспериментировала.
В начале 1997-го в группу вступил новый вокалист — Майк ДиСальво. Он был из Бостона и согласился стать новым членом группы. ДиСальво имел другой вокальный стиль, нежели Уорм: больше экстрима и хардкора. В июле 1997-го группа выступает на метал-фестивале Milwaukee Metalfest XI, где группа привлекла к себе внимания многих металлистов, в том числе и крупный лейбл Century Media.

### …And Then You’ll Beg(2000—2001)
Cryptopsy выпустили свой четвёртый альбом …And Then You’ll Beg, в 2000 году. Альбом записывался с новым гитаристом, Алексом Оборном, который заменил Мигеля Роя. And Then You’ll Beg был жёстче и тяжелее предыдущих альбомов. Альбом сочетал в себе прогрессивные элементы, техничность и экспериментальность. После тура в поддержку альбома Майк ДиСальво покидает группу ради семейной жизни.
В 2001 фанат группы Мартин ЛаКруа был взят в качестве сессионного вокалиста группы для тура по Европе и Японии. Его стиль пения был что-то между Лордом Уормом и Майком ДиСальво.

### None So Live(2002—2004)
В июне 2001 года, группа отыграла свой первый концерт в своём же городе Монреале. За 4 года они продали более 2000 пластинок. Концерт записывался и вышел как концертный альбом None So Live, в мае 2003-го. Все тексты писал ЛаКруа, и так как он не говорил по-английски, группе пришлось говорить с ним по-французски, поэтому группа имела проблемы с лирикой.
В том же году в группу возвращается Лорд Уорм. И уже в следующем году отыграла тур по Канаде, уже с пополнением в составе: в группу вернулся гитарист и основатель группы Мигель Рой, который заменил Джона Левассёра. В октябре в качестве второго концертного гитариста был взят Дэн Монгрэйн. На концертах он исполнял песни с альбомов None So Vile, Blasphemy Made Flesh, Whisper Supremacy. Канадский тур был закончен в начале ноября, на фестивале Metalfest IV. В 2005-м было выпущено концертное DVD Live at Trois-Rivieres Metalfest IV.

### Once Was Not(2005—2006)
31 января 2005 года Джон Левассёр заявил что потерял интерес к экстремальной музыке и ушёл из группы. Дэн Монгрэйн остался, чтобы исполнять на концертах песню Back to the Worms в туре с февраля по май. После тура Монгрэйн ушёл из группы и организовал техно-дэт группу Martyr(группа). Тогда и было объявлено что группа выпустит свой новый альбом Once Was Not 17 октября 2005 года. 28 сентября было объявлено что концертным гитаристом станет Кристиан Дональдсон из группы Mythosis. Группа отправилась в тур по Северной Америке с группами Suffocation, Despised Icon и Aborted. Копии альбома Once Was Not были допущены к продаже на концертах. После небольшого перерыва барабанщик Фло Мунье выпустил DVD Extreme Metal Drumming 101, и группа отправилась в тур по Европе с Grave, Aborted, Dew-Scented и другими. После туров в Австралию и Америку было объявлено, что Кристиан Дональдсон стал постоянным членом группы.

### The Unspoken King(2007—2011)
В 2008 у группы вышел новый альбом — The Unspoken King, который изначально должен был называться The Book of Suffering, но 23 апреля 2007 года стало известно что вокалист Лорд Уорм уволен из группы, и группа начала поиски нового вокалиста. Сам Уорм сказал, что покинул он группу по состоянию здоровья, и участникам это не понравилось.
4 декабря 2007 года группа объявила нового вокалиста — Мэтт МакГэхи, а также клавишника группы Мэгги Дурант. С новым вокалистом группа решила сменить стиль на дэткор с мелодичными элементами, изредка разбавляемый чистым вокалом. Сам альбом вышел 24 июня 2008 года.. Альбом также имел элементы металкора.
В феврале 2009 года гитарист Алекс Оборн объявил о выходе из группы, заявив что вынужден это сделать из-за множества причин, а группа согласна.

### Cryptopsy(2011-настоящее время)
25 мая 2011 года на официальной странице группы на Facebook появилась запись что в группу вернётся гитарист Джон Левассёр. Помимо этого басист Эрик Ланглуа решил «отдохнуть» от Cryptopsy, а Юрий Раймон займёт его место. Раймон ушёл из группы 9 декабря 2011 года. 15 января 2012 года в группу пришёл басист Оливье Пинар, из группы Neuraxis
14 сентября 2012 года у группы вышел одноимённый альбом Cryptopsy. Альбом совмещал в себе техничный дэт-метал и дэткор.

## Участники
- Фло Мунье — барабаны, бэк-вокал (1992 — настоящее время)
- Кристиан Дональдсон — гитара (2005 — настоящее время)
- Мэтт МакГэхи — вокал (2007 — настоящее время)
- Оливье Пинар — бас-гитара (2012 — настоящее время)

## Дискография

### Студийные альбомы
- Blasphemy Made Flesh (1994)
- None So Vile (1996)
- Whisper Supremacy (1998)
- ...And Then You'll Beg (2000)
- Once Was Not (2005)
- The Unspoken King (2008)
- Cryptopsy (2012)
- As Gomorrah Burns (2023)
- An Insatiable Violence (2025)

### Мини-альбомы
- The Book of Suffering — Tome I (2015)
- The Book of Suffering — Tome II (2018)

### Концертные альбомы
- None So Live (2003)

### Демо-альбомы
- Ungentle Exhumation (1993)

### Сборники
- The Best of Us Bleed (2012)